# 1956年保共中央全会
保加利亚共产党中央委员会四月全体会议（1956年），简称四月全会，指的是1956年4月2日—5日保加利亚共产党在索非亚举行的贯彻苏联共产党第二十次代表大会精神的一次大会，这次大会成功的巩固和加强了托多尔·日夫科夫在党内的领导地位。是保加利亚共产党党史上重要的政治事件之一。

## 概述
1953年斯大林逝世后，有“小斯大林”称号的保共中央第一书记维尔科·契尔文科夫辞去了中央总书记的职务，专任部长会议主席一职。在1954年3月举行的保共六大上，托多尔·日夫科夫正式接任中央第一书记。1956年2月，苏共二十大召开，赫鲁晓夫发表了“秘密报告”《关于个人崇拜及其后果》，批判了斯大林及其“个人崇拜”。之后东欧各国相继召开了党代会或中央全会，公开批评和谴责斯大林的个人崇拜错误，及其给各自党内所造成的危害，并为成千上万的人恢复名誉。
在1956年4月的保加利亚共产党中央委员会全体会议上，托多尔·日夫科夫做了关于《苏共“二十大”及其对保共的教训》的报告，保加利亚要从苏联的事例中吸取教训“苏联共产党第二十次代表大会的决议对最严格地遵循列宁规定的党的生活的准则，对确立集体领导和发扬党内民主，对同在斯大林生活和活动后期广泛进行的、贬低党和人民群众作用和降低党的集体领导作用的个人崇拜残余作不懈的斗争是具有很大意义的。”全会公开批判了维尔科·契尔文科夫所犯的“个人崇拜”和其他方面的错误。会议决定撤换维尔科·契尔文科夫的职务由安东·于哥夫接任，维尔科·契尔文科夫降职出任部长会议副主席兼教育和文化部长（1961年被撤销一切职务，1962年被开除出党）。

## 影响
保加利亚方面总结说：“这次全会成为保共四月路线的开端，这条路线同托多尔·日夫科夫的名字和活动紧紧连在一起，它标志着国家的发展被提高到一个崭新的阶段。”